# 永安城 (青海)
永安城，位于中国青海省门源县皇城乡，为第六批青海省文物保护单位，公布日期为1998年12月22日，类型为古遗址。
永安城的历史年代为清。